# 岡山県道318号千屋大佐線
岡山県道318号千屋大佐線（おかやまけんどう318ごう ちやおおさせん）は、岡山県新見市を通る一般県道である。

## 概要
起点が新見市千屋ではなく新見市菅生なのは千屋ダム建設に伴う道路付け替えが原因。

### 路線データ
- 起点：岡山県新見市菅生（国道180号交点）
- 終点：岡山県新見市大佐小南（岡山県道32号新見勝山線交点）
- 総延長：約13.2 km
- 通行不能区間：新見市菅生

## 歴史
- 2005年（平成17年）3月31日 - 新見市と阿哲郡の全4町が対等合併して改めて新見市が発足したことに伴い全区間が新見市域のみを通る路線になり、併せて終点の地名表記が変更される（阿哲郡大佐町小南→新見市大佐小南）。
- 2006年（平成18年）4月1日 - 県道の管理権限を岡山県から新見市へ移譲[1]。

## 地理

### 通過する自治体
- 新見市

### 交差する道路
| 交差する道路              | 交差する場所 | 交差する場所 |
| ------------------------- | ------------ | ------------ |
| 国道180号                 | 菅生         | 起点         |
| 通行不能区間              |              |              |
| 岡山県道319号菅生上熊谷線 | 菅生         |              |
| 岡山県道32号新見勝山線    | 大佐小南     | 終点         |

### 周辺
- 千屋ダム（千水湖）
- フィッシングセンター別所
- 菅生郵便局
- 鳴滝